# Chi Orionidy
chi Orionidy (χ Orionidy, XOR) – rój meteorów aktywny od 25 listopada do 31 grudnia. Jego radiant znajduje się w gwiazdozbiorze Oriona, w pobliżu gwiazdy χ Oriona. Maksimum roju przypada na 2 grudnia, jego aktywność jest określana jako średnia, a obfitość roju wynosi 3 meteory/h. Prędkość meteorów z roju wynosi 28 km/s.
Rój ten był obserwowany od ostatniego ćwierćwiecza XIX wieku. Jest jednak mało poznany, ponieważ widoczność roju przypada w okresie wysokiej aktywności Geminidów. Na początku lat 90. XIX wieku William Denning włączył ten rój do swojej rocznej listy aktywnych radiantów opublikowanej w The Observatory.
Powstanie roju jest związane prawdopodobnie z planetoidą (2201) Oljato, co łączy go z kompleksem Taurydów.